# Лекции о «Дон Кихоте»
«Лекции о „Дон Кихоте“» — сборник лекционных материалов русского и американского писателя Владимира Набокова, подготовленных им во время преподавания в США и опубликованных после его смерти, в 1983 году.

## Создание и публикация
В 1940—1958 годах Набоков зарабатывал на жизнь в первую очередь чтением курсов русской и мировой литературы в колледже Уэллсли (1941—1948) и в Корнеллском университете (1948—1958). В частности, он читал курс «Мастера европейской прозы», в котором важную роль играли лекции о Сервантесе и его романе «Дон Кихот». Благодаря успеху романа «Лолита» Набоков смог отказаться от преподавания, переехать в 1960 году в Швейцарию и сосредоточиться на творчестве.
Над публикацией своих лекций Набоков думал с начала 1950-х годов. В письме Паскалю Ковичи от 12 ноября 1951 года он сообщает о подготовке к изданию литературоведческой книги, в которой первая из 10 глав должна была рассказывать о «Дон Кихоте». Это издание не увидело свет, на протяжении 1960-х годов писатель обдумывал сборник под названием «Шедевры мировой литературы», но и он не был напечатан. Позже Набоков изменил своё отношение к лекциям. Апрелем 1972 года датирована его рабочая запись: «Мои университетские лекции (Толстой, Кафка, Флобер, Сервантес и проч.) слишком сыры и хаотичны и никогда не должны быть опубликованы. Ни одна из них!».
После смерти писателя его лекции по мировой и русской литературе, составленные из машинописных и рукописных заметок, всё же были изданы американским библиографом и литературоведом Фредсоном Бауэрсом при содействии вдовы и сына Набокова. «Лекции о „Дон Кихоте“» вышли отдельной книгой в 1983 году.

## Содержание
В состав набоковского курса по мировой литературе входили шесть лекций о «Дон Кихоте». Писатель с симпатией относился к главному герою романа и отдавал ему должное как «независимому культурному символу», но его ужасали обилие жестокости и готовность Сервантеса выставлять Дон Кихота на посмешище.